# RER métropolitain de Bordeaux
Le Réseau express régional métropolitain de Bordeaux, souvent abrégé en « RER Métropolitain Bordeaux », est un réseau de transport ferroviaire en étoile autour de Bordeaux, progressivement mis en service depuis 2020 et cofinancé par la région Nouvelle-Aquitaine, Bordeaux Métropole, ainsi que partiellement par l'État et le département de la Gironde.

## Histoire

### Contexte
Le loi d'orientation des mobilités votée en 2019 met en place les conditions d'une meilleure prise en compte des mobilités du quotidien dans la programmation des investissements de transport.
Par ailleurs, les élections municipales de 2020 ont placé Pierre Hurmic à la mairie de Bordeaux et Alain Anziani à la tête de Bordeaux Métropole,.
Le nouvel exécutif bordelais souhaite réduire les inégalités vis-à-vis de l’offre de transports des habitants des zones péri-urbaines en offrant des solutions de transport en commun efficaces, lutter contre la congestion routière de la métropole, et faire baisser les émissions de gaz à effet de serre et polluants.

### Décisions
L'étude d'un RER métropolitain commence à la fin des années 2010, portée en particulier par Gérard Chausset, président de la commission « transport » de Bordeaux Métropole. Le Conseil régional de Nouvelle-Aquitaine en valide le principe le 17 septembre 2018.
Le 13 décembre 2020, la ligne de Libourne à Arcachon, sans changement à la gare de Bordeaux-Saint-Jean est diamétralisée sur les liaisons TER Nouvelle-Aquitaine 41.1U et 41.2U.
Depuis le 24 février 2020, les abonnés TBM ont la possibilité d'emprunter gratuitement la ligne 42 du réseau TER Nouvelle-Aquitaine au départ de Pessac-Centre ou de Bordeaux-Saint-Jean vers Parempuyre dans le but d'expérimenter le projet de RER métropolitain,. Le tronçon accessible aux abonnés TBM dessert 7 arrêts de 6 communes différentes : Pessac-Centre, Bordeaux-Saint-Jean, Mérignac-Arlac, Caudéran - Mérignac, Bruges, Blanquefort et Parempuyre.
Le 10 septembre 2021, le schéma des mobilités est présenté. Il préconise entre autres la mise en place d'un RER métropolitain de cent deux kilomètres de longueur, comptant trois lignes et dont l'achèvement est prévu pour 2028. En décembre 2021, la ligne de Libourne à Arcachon voit sa fréquence augmentée à raison d'un train toutes les demi-heures en période de pointe et un train par heure le reste de la journée,.
Le 21 mars 2022, la séance plénière du conseil régional de Nouvelle-Aquitaine marque l'engagement de la région dans le projet, avec non seulement un financement complémentaire de 170 millions d'euros, mais une extension de la desserte du Médoc.

### Financement
Après la décision du Conseil régional de Nouvelle-Aquitaine, en mars 2022, le financement se répartit entre l'État, la région, le département et la métropole de la manière suivante :
|                                                                   | État | Région | Département | Métropole |
| ----------------------------------------------------------------- | ---- | ------ | ----------- | --------- |
| Aménagement des infrastructures ferroviaires hors ligne du Médoc  | 33 % | 33 %   | 33 %        | 33 %      |
| Aménagement des infrastructures ferroviaires de la ligne du Médoc | 30 % | 45%    | 25 %        | /         |
| Matériel roulant (sauf Médoc)                                     | /    | 50 %   | /           | 50 %      |
| Matériel roulant au nord de Macau                                 | /    | 50 %   | 50 %        | /         |
| Coûts nets d’exploitation                                         | /    | 50 %   | /           | 50 %      |

## Présentation du réseau

### Trois lignes ferrées et une ligne de bus

#### Ligne 41U (F41+): Arcachon - Bordeaux - Libourne

Logo de la ligne 41U (F41+)

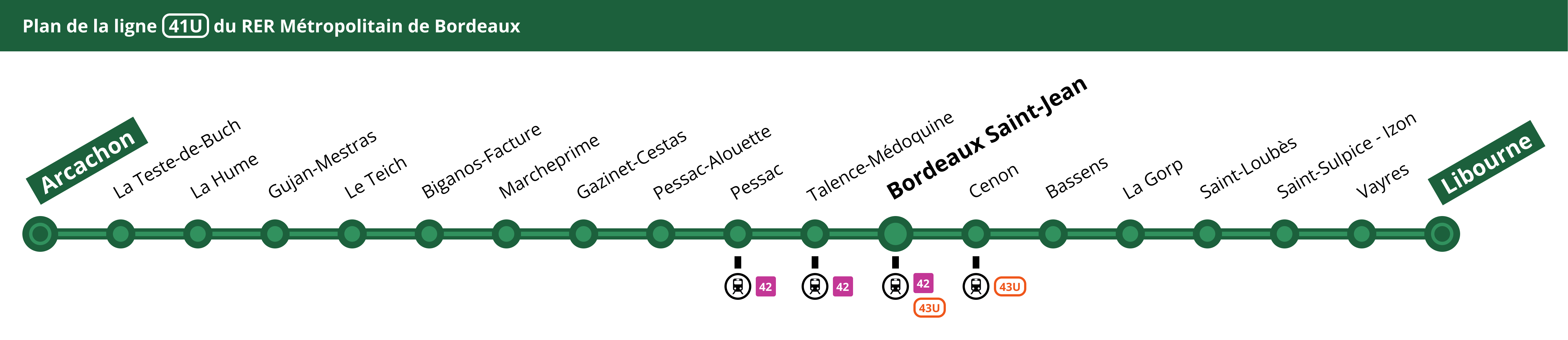
Plan de la ligne 41U.

La ligne 41U – actuelle F41+ – relie Arcachon à Libourne en passant par la gare de Bordeaux-Saint-Jean. Elle résulte de la fusion des lignes de TER Nouvelle-Aquitaine 41.1U et 41.2U (F41). La première relie Bordeaux à Libourne, et la seconde, Bordeaux à Arcachon. Cela permet aux voyageurs de ne plus avoir à changer de train en gare de Bordeaux,. Les premières liaisons diamétralisées (F41+) sont mises en place en décembre 2020, d'abord avec un train par jour, avec pour objectif d'avoir un train toutes les 15 min en heure de pointe dans les années qui suivent,,.
|  |  |   |  |  | Gares                    | Lat/Long | Communes                        | Correspondances                                      |  |
|  |  | - |  |  | ------------------------ | -------- | ------------------------------- | ---------------------------------------------------- |  |
|  |  | ■ |  |  | Arcachon                 |          | Arcachon                        |                                                      |  |
|  |  | • |  |  | La Teste-de-Buch         |          | La Teste-de-Buch                |                                                      |  |
|  |  | • |  |  | La Hume                  |          | Gujan-Mestras                   |                                                      |  |
|  |  | • |  |  | Gujan-Mestras            |          | Gujan-Mestras                   |                                                      |  |
|  |  | • |  |  | Le Teich                 |          | Le Teich                        |                                                      |  |
|  |  | • |  |  | Biganos-Facture          |          | Biganos                         |                                                      |  |
|  |  | • |  |  | Marcheprime              |          | Marcheprime                     |                                                      |  |
|  |  | • |  |  | Gazinet-Cestas           |          | Cestas                          | 78                                                   |  |
|  |  | • |  |  | Pessac-Alouette          |          | Pessac                          | • 39 77 flex'Aéro                                    |  |
|  |  | • |  |  | Pessac                   |          | Pessac                          | • 4 24 30 35 55 74 77 78 87                          |  |
|  |  | • |  |  | Talence-Médoquine        |          | Talence                         | (T) · (42)                                           |  |
|  |  | • |  |  | Gare Bordeaux Saint-Jean |          | Bordeaux                        | • 9 20 31 35 • TransGironde 601 701 702 710          |  |
|  |  | • |  |  | Cenon                    |          | Cenon                           | • 27 31 60 STADE                                     |  |
|  |  | • |  |  | Bassens                  |          | Bassens                         | 31 flex'Gare                                         |  |
|  |  | • |  |  | La Gorp                  |          | Ambarès-et-Lagrave              | 7 29 31 57 69 flex'Gare                              |  |
|  |  | • |  |  | Saint-Loubès             |          | Saint-Loubès                    |                                                      |  |
|  |  | • |  |  | Saint-Sulpice - Izon     |          | Saint-Sulpice-et-Cameyrac, Izon |                                                      |  |
|  |  | • |  |  | Vayres                   |          | Vayres                          |                                                      |  |
|  |  | ■ |  |  | Libourne                 |          | Libourne                        | TransGironde 301 302 304 310 313 314 315 316 317 320 |  |

#### Ligne 42 (F42): Pointe-de-Grave - Pessac - Bordeaux

Logo de la ligne 42.

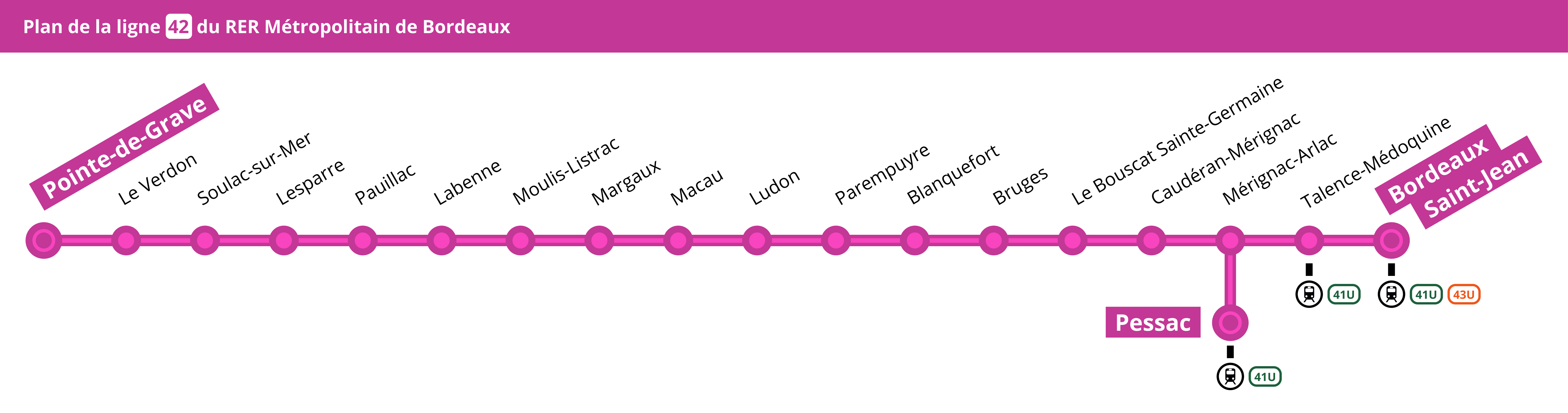
Plan de la ligne 42.

La ligne 42 – actuelles F42 et L42 – doit relier Pointe-de-Grave à Pessac par une branche, et à la gare de Bordeaux-Saint-Jean par une seconde branche, en passant par la gare de Talence-Médoquine.
|  |   |   |   |  | Gares                      | Lat/Long | Communes                       | Correspondances                               |  |
|  | - | - | - |  | -------------------------- | -------- | ------------------------------ | --------------------------------------------- |  |
|  |   | ■ |   |  | Pointe-de-Grave            |          | Le Verdon-sur-Mer              |                                               |  |
|  |   | • |   |  | Le Verdon                  |          | Le Verdon-sur-Mer              |                                               |  |
|  |   | • |   |  | Soulac-sur-Mer             |          | Soulac-sur-Mer                 |                                               |  |
|  |   | • |   |  | Lesparre                   |          | Lesparre-Médoc                 |                                               |  |
|  |   | • |   |  | Pauillac                   |          | Pauillac                       |                                               |  |
|  |   | • |   |  | Moulis-Listrac             |          | Moulis-en-Médoc, Listrac-Médoc |                                               |  |
|  |   | • |   |  | Margaux                    |          | Margaux-Cantenac               |                                               |  |
|  |   | • |   |  | Macau                      |          | Macau                          |                                               |  |
|  |   | • |   |  | Ludon                      |          | Ludon-Médoc                    |                                               |  |
|  |   | • |   |  | Parempuyre                 |          | Parempuyre                     | 76 flex'Gare                                  |  |
|  |   | • |   |  | Blanquefort                |          | Blanquefort                    | • 22 37 38 52 79 • TransGironde 704 705       |  |
|  |   | • |   |  | Bruges                     |          | Bruges                         | • 35 70 72 75 • TransGironde 705              |  |
|  |   | • |   |  | Le Bouscat Sainte-Germaine |          | Le Bouscat                     | • 33 flex'Aéro • TransGironde 703 710         |  |
|  |   | • |   |  | Caudéran-Mérignac          |          | Bordeaux, Mérignac             | 73 flex'Aéro                                  |  |
|  |   | • |   |  | Mérignac-Arlac             |          | Mérignac                       | • 74 78                                       |  |
|  | ■ |   |   |  | Pessac                     |          | Pessac                         | • 4 24 30 35 55 74 77 78 87                   |  |
|  |   |   | • |  | Talence-Médoquine          |          | Talence                        | (T) · (41U)                                   |  |
|  |   |   | ■ |  | Gare Bordeaux Saint-Jean   |          | Bordeaux                       | • 1 9 20 31 35 • TransGironde 601 701 702 710 |  |

#### Ligne 43U: Saint-Mariens-Saint-Yzan - Bordeaux - Langon

Logo de la future ligne 43U.

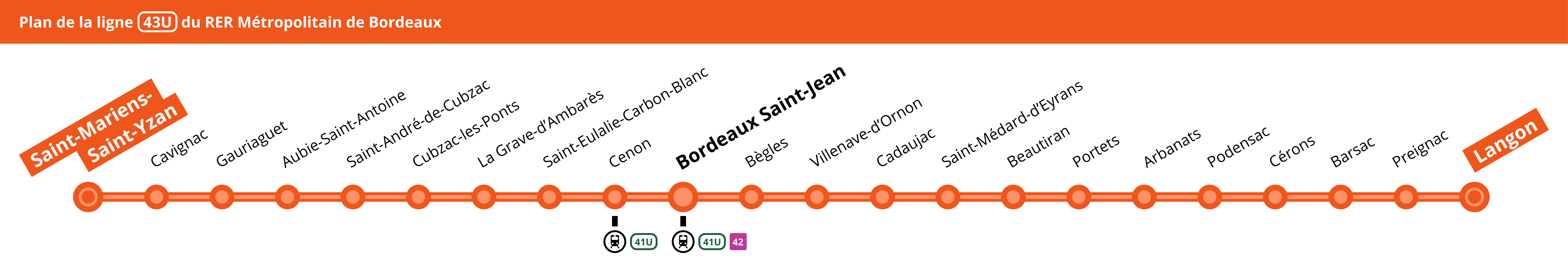
Plan de la ligne 43U.

La ligne 43U – actuelles F43 et F44 – doit relier Saint-Mariens - Saint-Yzan à Langon en passant par la gare de Bordeaux-Saint-Jean. Elle résultera de la fusion des lignes de TER Nouvelle-Aquitaine 43.1U (actuelle F43) et 43.2U (actuelle F44).
|  |  |   |  |  | Gares                       | Lat/Long | Communes                             | Correspondances                               |  |
|  |  | - |  |  | --------------------------- | -------- | ------------------------------------ | --------------------------------------------- |  |
|  |  | ■ |  |  | Saint-Mariens-Saint-Yzan    |          | Saint-Yzan-de-Soudiac, Saint-Mariens |                                               |  |
|  |  | • |  |  | Cavignac                    |          | Cavignac                             |                                               |  |
|  |  | • |  |  | Gauriaguet                  |          | Gauriaguet                           |                                               |  |
|  |  | • |  |  | Aubie-Saint-Antoine         |          | Saint-Antoine, Aubie-et-Espessas     |                                               |  |
|  |  | • |  |  | Saint-André-de-Cubzac       |          | Saint-André-de-Cubzac                | TransGironde 210 213 214 310                  |  |
|  |  | • |  |  | Cubzac-les-Ponts            |          | Cubzac-les-Ponts                     |                                               |  |
|  |  | • |  |  | La Grave-d'Ambarès          |          | Ambarès-et-Lagrave                   | flex'Gare                                     |  |
|  |  | • |  |  | Sainte-Eulalie-Carbon-Blanc |          | Sainte-Eulalie, Carbon-Blanc         | flex'Gare                                     |  |
|  |  | • |  |  | Cenon                       |          | Cenon                                | • 27 31 60 STADE                              |  |
|  |  | • |  |  | Gare Bordeaux Saint-Jean    |          | Bordeaux                             | • 1 9 20 31 35 • TransGironde 601 701 702 710 |  |
|  |  | • |  |  | Bègles                      |          | Bègles                               | • 15 23 35                                    |  |
|  |  | • |  |  | Villenave-d'Ornon           |          | Villenave-d'Ornon                    | 5 89 90                                       |  |
|  |  | • |  |  | Cadaujac                    |          | Cadaujac                             | TransGironde 506                              |  |
|  |  | • |  |  | Saint-Médard-d'Eyrans       |          | Saint-Médard-d'Eyrans                |                                               |  |
|  |  | • |  |  | Beautiran                   |          | Beautiran                            | TransGironde 516                              |  |
|  |  | • |  |  | Portets                     |          | Portets                              |                                               |  |
|  |  | • |  |  | Arbanats                    |          | Arbanats                             |                                               |  |
|  |  | • |  |  | Podensac                    |          | Podensac                             |                                               |  |
|  |  | • |  |  | Cérons                      |          | Cérons                               |                                               |  |
|  |  | • |  |  | Barsac                      |          | Barsac                               |                                               |  |
|  |  | • |  |  | Preignac                    |          | Preignac                             |                                               |  |
|  |  | ■ |  |  | Langon                      |          | Langon                               | TransGironde 501 511 512                      |  |

#### Ligne de bus: Bordeaux - Créon
Le projet inclus également une ligne de Bordeaux à Créon. Toutefois, la première réalisation de ce programme n'est pas une liaison ferrée mais une ligne de bus Créon — Bordeaux[réf. nécessaire]. Celle-ci, ouverte dès 2019, dépasse les prévisions de fréquentation estimées lors des études, avec une moyenne de 547 passagers quotidiens contre 400 estimés au mieux lors des études.

### Nouvelles gares
Dans le cadre de la mise en place du RER métropolitain, une nouvelle gare est créée au Bouscat en 2023: la gare du Bouscat-Sainte-Germaine. En 2025, une seconde gare, abandonnée depuis des décennies doit être remise en activité: la gare de Talence-Médoquine.

### Billettique
Le programme comporte également une carte d'abonnement nommée Modalis. Celle-ci offre un socle billettique commun à vingt-cinq réseaux de transports régionaux. Elle est utilisée par vingt-cinq mille voyageurs.

## Travaux
En 2021, des premiers travaux sont effectués en gare de Saint-Mariens pour faciliter un surcroît de nombre de circulations quotidiennes. À la fin de la même année, des travaux d'aménagement de la halte Bouscat Sainte-Germaine sont prévus ; ils ne sont cependant lancés que le 4 mars 2022.

## Mises en service
En 2021, les premières liaisons diamétralisées, c'est-à-dire marquant un simple arrêt en gare de Bordeaux-Saint-Jean, sont créées, au nombre de sept par jour. En 2022, cette desserte est portée à trente-deux liaisons quotidiennes.